# Psycho (Roman)
Psycho ist ein Roman, der 1959 von Robert Bloch veröffentlicht wurde. Bekannt wurde er insbesondere durch seine Verfilmungen (siehe Psycho (1960), Psycho (1998) und die Fernsehserie Bates Motel).

## Handlung
Mary Crane, eine Angestellte in einem Immobilienbüro, unterschlägt 40.000 Dollar ihres Arbeitgebers und ist auf dem Weg zu ihrem Verlobten, Sam Loomis, um ihm einen Teil des Geldes abzugeben, da er Schulden hat. Jedoch verfährt sie sich und kommt nachts bei einem Unwetter zu Bates Motel. Der Inhaber, Norman Bates, empfängt sie und erzählt ihr von sich und seiner Mutter. Mary geht in ihrem Zimmer duschen und Bates beobachtet sie durch ein Loch in der Wand. Bates ist betrunken und schläft ein. Der Duschvorhang wird von einer „alten verrückten Frau“ aufgerissen, die Mary mit einem Schlachtermesser den Kopf abschneidet. Als Norman wieder aufwacht, ist Mary bereits tot und er beseitigt die Leiche, das Auto und alle Spuren, die auf einen Mord hinweisen könnten, in einem angrenzenden Sumpf, um seine Mutter zu schützen.
Seitdem ist eine Woche vergangen und Lila, Marys jüngere Schwester, macht sich auf die Suche, um Mary zu finden, und besucht Sam. Auch Sam hat sich Sorgen um Mary gemacht, da sie nicht auf seine Briefe antwortete. Kurz nach Lilas Eintreffen in Sams Laden kommt Milton Arbogast, ein Versicherungsinspektor, hinzu und verhört Sam und Lila wegen des gestohlenen Geldes und Marys aktuellem Aufenthaltsort. Sam und Lila erzählen ihm, dass sie selbst Mary vermissen und nicht wissen, wo sie sei. Arbogast macht sich auf die Suche nach Mary und gelangt zu Bates Motel. Dort sieht er eine Frau im Fenster sitzen. Als er jedoch Norman verhört und auch seine Mutter befragen will, wird er ebenfalls umgebracht. Wie bei Mary wird Arbogasts Leiche samt seinem Wagen in den Sumpf gefahren. Norman versteckt seine Mutter im Obstkeller, damit sie keinen Unsinn mehr anstellt.
Lila und Sam warten vergeblich auf Arbogast und beschließen, den Sheriff zu informieren. Dieser glaubt jedoch nicht, dass Norman im Stande wäre, jemanden zu töten, und gibt sich keine große Mühe. Lila und Sam fahren auf eigene Faust zum Motel, geben sich als Paar aus und nehmen Marys Zimmer. Dort finden sie einen Ohrring und Blut. Lila soll zum Sheriff fahren, während Sam auf Norman aufpasst. Norman erzählt Sam, dass er seine Mutter, nachdem sie vergiftet worden war, ausgegraben und ausgestopft hat, weil er es nicht ertragen konnte, dass sie tot war. Außerdem berichtet er von dem Gespräch zwischen Lila und Sam, welches er belauscht hat, und sagt, dass Lila nicht weggefahren, sondern im Haus sei. Als Sam zu ihr will, schlägt Norman ihm eine Flasche auf den Kopf. Als Sam wieder zu sich kommt, sitzt der Sheriff bei ihm und sie hören Lilas Schrei. Lila hat das Haus durchsucht und ist im Keller angelangt, wo die mumifizierte Mrs. Bates liegt, und stößt einen Schreckensschrei aus. Norman erscheint auf der Treppe, geschminkt, in einem Spitzenkleid (als Mrs. Bates verkleidet), mit einem Messer in der Hand und will Lila töten, wird jedoch von Sam überrascht.
Norman kommt in die Psychiatrie. Es stellt sich heraus, dass Norman unter einer multiplen Persönlichkeitsstörung litt und drei Persönlichkeiten hatte: sich selbst, den jungen Norman und seine Mutter. Seine Mutter und sein Onkel Joe wollten heiraten, jedoch vergiftete Norman beide mit Strychnin (Rattengift), schrieb einen Abschiedsbrief seiner Mutter an sich und wurde ins Krankenhaus gebracht. Später bereute er es, seine Mutter vergiftet zu haben, grub sie aus, stopfte sie aus und trug sie mit sich umher wie eine Puppe. Als Norman Mary Crane ermordete, tat er das in einem Zustand, in dem seine Mutter von ihm Besitz ergriffen hatte, da „sie“ auf die Gefühle eifersüchtig war, die Norman für Crane empfand. Am Ende des Romans hat die Mutter Bates’ Persönlichkeit vollständig übernommen.

## Hintergrund
Inspiriert wurde die Figur des Norman Bates vom realen Fall des Mörders Ed Gein.

## Kritik
„Ein Meisterwerk des kalten Entsetzens“

In seinem Sachbuch Danse Macabre setzte der Schriftsteller Stephen King den Roman zusammen mit Die Saat des Bösen und Der seidene Schal des gleichen Autors in einen direkten Kontext zu modernen Werwolfgeschichten sowie zu Dr. Jekyll und Mr. Hyde. In all diesen Werken gehe es um den „alten Konflikt zwischen Es und Über-Ich […], dem freien Willen, Böses zu tun oder es zu lassen.“ Diese Werke befassen sich jeweils mit „einem dionysischen Psychopathen, der hinter der Fassade des appolinischen Normalbürgers versteckt ist – aber langsam und auf grauenhafte Weise zum Vorschein kommt.“ Bloch habe „eine Anzahl Werwolfromane geschrieben, in denen er auf den Firlefanz des Elixiers und des Eisenhut verzichtet“ und als er aufgehört habe, „seine Lovecraftschen Storys des Übernatürlichen zu schreiben […], hörte er nicht auf, ein Horrorautor zu sein, sondern er verlagerte lediglich die Perspektive von Äußeren […] zum Inneren – dorthin, wo der Werwolf ist.“

## Ausgaben
- Erstausgabe: Psycho. Simon & Schuster, New York 1959.
- deutsche Erstausgabe: Kennwort Psycho. Kriminalroman. Übersetzt von Paul Baudisch. Die Mitternachtsbücher #51. Desch, München 1960, DNB 450500586.
- deutsche Taschenbuchausgabe: Psycho. Übersetzt von Paul Baudisch. Heyne TB #1193. Heyne, München 1966. Neuausgabe: Heyne TB #14027. Heyne, München 2004, ISBN 3-453-87877-9.
- aktuelle Ausgabe: Psycho. Übersetzt von Hannes Riffel. Mit einer Nachbemerkung des Autors. Rowohlt, Reinbek bei Hamburg 2014, ISBN 978-3-499-23597-9 (= rororo 23597).
- E-Book: Psycho. Übersetzt von Hannes Riffel. Golkonda-Verlag, Berlin 2012, ISBN 978-3-942396-47-9.
- Hörbuch: Psycho. Gelesen von Matthias Brandt. 5 CDs, 344 Min. Der Audio Verlag, Berlin, 2010, ISBN 978-3-89813-975-5.

## Belege
1. 1 2  Stephen King: Danse Macabre. Wilhelm Heyne Verlag, München 2010 (Übersetzung von Joachim Körber), ISBN 978-3-453-43573-5, S. 185–189.